# SuperHomer
SuperHomer (v anglickém originále Homer the Whopper) je 1. díl 21. řady (celkem 442.) amerického animovaného seriálu Simpsonovi. Scénář napsali Seth Rogen a Evan Goldberg a díl režíroval Lance Kramer. V USA měl premiéru dne 27. září 2009 na stanici Fox Broadcasting Company a v Česku byl poprvé vysílán 2. září 2010 na stanici Prima Cool. Je to první epizoda, kterou premiérově odvysílala Prima Cool, nikoliv Česká televize.

## Děj
Bart a Milhouse přesvědčí Komiksáka, aby vydal svůj komiks s názvem Everyman, v němž titulní hrdina dokáže absorbovat superschopnosti od postav komiksů, kterých se dotkne. Komiks se okamžitě stane hitem a mnoho hollywoodských studií se začne zajímat o jeho zfilmování. Komiksák souhlasí s tím, že Everyman bude zfilmován, ale pouze bude-li si moci vybrat hlavní hvězdu. Když Komiksák uvidí Homera, považuje ho pro roli za ideálního, protože chce, aby Everymana hrál tlustý muž středního věku. Vedení studia si však uvědomí, že diváci chtějí pro roli fyzicky zdatného herce, a tak najmou slavného fitness trenéra Lylea McCarthyho, aby Homera dostal do formy. Po měsíci je Homer fit a film se začíná natáčet. 
Brzy poté však McCarthy Homera opustí kvůli jinému klientovi. Bez McCarthyho, jenž by ho udržoval ve formě, začne Homer znovu jíst a všechna kila přibere zpět. Homer se už nevejde do kostýmu, a dokonce ani do převlékárny v přívěsu, a film začne překračovat rozpočet. Vedení studia a Komiksák se obávají, že film nebude úspěšný. Ve finální verzi filmu se objevují scény, v nichž se je tlustý Homer i fyzicky zdatný Homer, což diváky rozruší a zmate. Po premiéře filmu se McCarthy vrátí a nabídne Homerovi, že ho znovu dostane do formy, což Homer přijme. Vedení studia nabídne Komiksákovi režii pokračování pod podmínkou, že Komiksák bude fanouškům lhát a tvrdit, že se mu film líbil. Ačkoli je Komiksák nabídkou potěšen, odmítne ji a otevřeně film na internetu zkritizuje, a tak se stane Everyman propadákem.

## Produkce
Seth Rogen a Evan Goldberg, autoři filmu Superbad, jsou „posedlí“ fanoušci seriálu Simpsonovi. Poté, co se dozvěděli, že výkonný producent Simpsonových James L. Brooks je fanouškem Superbadu, rozhodli se požádat producenty seriálu, zda by mohli napsat epizodu. V roce 2006 získal Ricky Gervais, spolutvůrce seriálu Kancl, uznání za napsání epizody 17. řady Homere Simpsone, tohle je tvoje žena. Rogen a Goldberg si „řekli, že když (Gervais) dostal možnost napsat jednu epizodu, možná by to mohli zkusit“. Byli pozváni do scenáristické místnosti Simpsonových, kde předložili několik nápadů na díly. Jeden z nich byl přijat a s pomocí zpětné vazby od stálých scenáristů napsali osnovu.
Rogen se vyjádřil, že s Goldbergem chtěli touto epizodou ukázat, jak Hollywood obecně ničí filmy o superhrdinech. Řekl, že „celý vtip spočívá v tom, že Homera obsadí do role chlápka, který je věčný, a oni se z něj snaží udělat fyzicky zdatného chlápka“. Rogen také poznamenal, že zápletka odráží situaci, ve které se ocitl při práci na filmu Zelený sršeň, kdy musel kvůli roli zhubnout a absolvovat fyzický trénink. Vedoucí pořadu Al Jean poznamenal, že se scenáristé snažili neopakovat téma komiksového filmu z epizody Radioaktivní muž. Místo toho se rozhodli parodovat skutečnost, že téměř každý komiks byl zfilmován. Jean komentoval, že ta scéna v dílu, v níž se vedoucí pracovníci studia „snaží vymyslet nápad, který ještě nebyl zfilmován, je skutečně tím, co se dnes dělá“.
Společné čtení proběhlo v srpnu 2008 a brzy poté začala produkce dílu. Rogen později řekl, že „jsme si sedli na čtení a o tři hodiny později jsem ve studiu a improvizuji s Homerem Simpsonem, byl to ten nejlepší den mého života“. Rogen v epizodě také hostuje jako postava Lyle McCarthy, čímž se stal druhou hostující hvězdou, která epizodu napsala a zároveň se v ní objevila. V dílu se objeví také tvůrce Simpsonových Matt Groening.

## Přijetí
V původním americkém vysílání ve Spojených státech 27. září 2009 byl SuperHomer sledován v 8,31 milionech domácností a dosáhl dle Nielsenu ratingu 4,3.
Díl získal od televizních kritiků smíšené až pozitivní hodnocení. 
Steve Fritz ze serveru Newsarama označil epizodu za „úžasnou“ a poznamenal, že „celkové komiksové téma bylo perfektní“.
Recenzenti pro TV Guide uváděli jako vrcholy epizody cameo Matta Groeninga, scénu u jídelního stolu, Homera snažícího se zhubnout v Kwik-E-Martu a úvodní scénu, kdy se Bart ptá Komiksáka na Spider-Mana.
Robert Canning ze serveru IGN hodnotil díl kladně a udělil mu hodnocení 8,6/10. Poznamenal, že první akt epizody byl nejsilnější, zatímco ostatní byly slabší. Canning se domníval, že důvodem bylo to, že diváci už Homera „viděli bojovat se svou váhou nesčetněkrát a Rogenův trenér, ačkoli byl po většinu času vtipný, si pravděpodobně nikdy nezapamatuje klasickou hostující roli“. Dodal však, že Rogen a Goldberg jsou schopni najít „několik nových úhlů pohledu s vtipy o váze, takže to není úplná ztráta“. Celkově si Canning myslí, že díl byl dobrým začátkem 21. řady, a i když zápletka možná není příliš originální, scenáristé do ní vnesli „svěžest“.
Emily VanDerWerffová z The A.V. Clubu uvedla, že si nemyslí, že scénář je tak dobrý jako Gervaisův, ale poznamenala, že Rogen a Goldberg „dokázali vytvořit převážně zábavnou premiéru řady“. Dodala, že se domnívá, že satirizování Hollywoodu, které se v této epizodě objevilo, bylo v seriálu nadužíváno, ale „specifičnost toho, z čeho si (epizoda) dělala legraci – trenéři, kteří pomáhají hvězdám hubnout (v tomto případě pomáhali hubnout Homerovi) –, přispěla k tomu, že epizoda byla přijatelná“. VanDerWerffová dospěla k závěru, že i když se díl „nepokusil o nic nového, přesto se u něj pobavila a nakonec mu udělila hodnocení B“.